# ماك ميلر
مالكولم ميلر (بالإنجليزية: Mac Miller)‏ (و. 19 يناير 1992 – 7 سبتمبر 2018 ) هو ممثل، وموسيقي، ومغني، وكاتب غنائي، ومنتج أسطوانات، من الولايات المتحدة الأمريكية، ولد في بيتسبرغ، بنسيلفانيا.
توفي ظهيرة يوم 7 سبتمبر 2018 عن عمر يناهز الـ26 عاماً، وذلك بعد تعاطيه جرعة زائدة من المخدرات وقد عانى ميلر قبل وفاته من العديد من المشاكل النفسية وذلك بعد انفصاله عن النجمة أريانا جراندي، إلى جانب إيقافه بسبب حادثة سير وهروبه من موقع الحادث ليعترف بعدها بارتكابه الحادثة. 

## وصلات خارجية
- ماك ميلر على موقع IMDb (الإنجليزية)
- ماك ميلر على موقع ميوزك برينز (الإنجليزية)
- ماك ميلر على موقع ميوزك برينز (الإنجليزية)
- ماك ميلر على موقع ميوزك برينز (الإنجليزية)
- ماك ميلر على موقع ميوزك برينز (الإنجليزية)
- ماك ميلر على موقع رولينغ ستون (الإنجليزية)
- ماك ميلر على موقع إن إن دي بي (الإنجليزية)
- ماك ميلر على موقع أول ميوزيك (الإنجليزية)
- ماك ميلر على موقع ديسكوغز (الإنجليزية)
- ماك ميلر على موقع ديسكوغز (الإنجليزية)
- ماك ميلر على موقع ديسكوغز (الإنجليزية)